# كين بويد (كرة سلة)
كين بويد (بالإنجليزية: Ken Boyd)‏ مواليد 25 مارس 1952 في فريدريك، هو لاعب كرة سلة أمريكي سابق. بدأ مسيرته الاحترافية في سنة 1974. تم اختياره من قبل فريق يوتا جاز خلال الدرافت. حمل الرقم 33. يبلغ طوله 6 قدم 5 بوصة (2.0 م). اعتزل اللعب في 1975.

## روابط خارجية
- كين بويد على موقع إن بي أي (الإنجليزية)
- كين بويد على موقع سبورتس رفرنس (الإنجليزية)
- كين بويد على موقع كلية كرة السلة في سبورتس رفرنس.كوم (الإنجليزية)
- كين بويد على موقع ريلجم (الإنجليزية)
- كين بويد على موقع بروبوليرز (الإنجليزية)